# Antoni Gintowt
Antoni Gintowt ps. Rekin (ur. 20 czerwca 1901 w Borku w pow. wołożyńskim, zm. 16 października 1942 w Warszawie) – działacz komunistyczny.

## Życiorys
Syn gajowego Ksawerego. Z powodu trudnych warunków materialnych przerwał naukę w gimnazjum i w poszukiwaniu pracy wyjechał do Warszawy. Od 1929 był konduktorem w Miejskich Zakładach Komunikacyjnych na Pradze, gdzie zetknął się z działaczami KPP i pod ich wpływem wstąpił do tej partii. W czerwcu i listopadzie 1931 uczestniczył w strajkach warszawskich tramwajarzy. Jego mieszkanie przy ul. Siedleckiej 28 stało się miejscem zebrań konspiracyjnych i posiedzeń Komitetu Warszawskiego KPP. 
Po kapitulacji Warszawy 28 września 1939 brał udział w zebraniach konspiracyjnych grup komunistycznych, a w 1940 wstąpił do RRR-Ch „Młot i Sierp”. Po aresztowaniach dokonanych przez Gestapo i rozbiciu praskiej grupy „Młota i Sierpa” w 1941 współorganizował Stowarzyszenie Przyjaciół ZSRR. 
Na początku 1942 wstąpił do PPR i organizował jej komórki wśród tramwajarzy w zajezdni tramwajowej przy ul. Kawęczyńskiej oraz kolportował literaturę PPR i przechowywał broń. W jego mieszkaniu odbywały się zebrania konspiracyjne. 22 czerwca 1942 został aresztowany przez gestapo, a 16 października powieszony w publicznej egzekucji, w której stracono 50 osób. 
11 października 1946 został pośmiertnie odznaczony Orderem Krzyża Grunwaldu III klasy.